# قائمة الحميات الغذائية
الحمية هي علاج السمنة. هذه قائمة لأنواع الحميات الغذائية:
1. الحمية قليلة الألياف
2. حمية الكانديدا
3. حمية سوانك
4. حمية السكري
5. حمية شوربة الملفوف
6. حمية الجريب فروت
7. الحمية الخالية من الكربوهيدرات
8. حمية فرط ضغط الدم لعلاج ارتفاع ضغط الدم والوقاية منه.[1][2]
9. حمية السوائل

## الأنظمة الغذائية القائمة على المعتقدات
تتأثر الاختيارات الغذائية لبعضِ الأشخاصِ بمعتقداتهمُ الدينيةِ أو الروحية أو الفلسفية.
- النظام الغذائي البوذي : في حينِ أن البوذية ليس لديها قواعد غذائية محددة، فإن بعض البوذيين يمارسون النظام النباتي بناءً على التفسيرِ الصارمِ للبوذية الماهايانا لأولى الوصايا الخمس.[3]
- النظام الغذائي الهندوسي : من الشائع بين أتباع الهندوسية اتباع الأنظمة الغذائية النباتية التي لا تحتوي على منتجات الألبان (على الرغمِ من أن مُعظمهم لا يفعلون ذلك)، استنادًا إلى مبدأ الأهيمسا (عدم الإضرار).[4] يعتبر تناول لحوم البقر/الماشية محرماً أو على الأقل محرماً بين أتباعه وذلك لتبجيل البقر. يقومُ معظم الهندوس في الهندِ عمدًا بالحدِ من استهلاكهم للحومِ بطريقة أو بأخرى.[5]
- النظام الغذائي الجيني : نظرًا لكيفية تفسير العقيدة الجينية للأهسما، فإن النظام النباتي يُعتبر إلزاميًا لأتباعه؛ ويعتبرُ النظام الغذائي النباتي الذي لا يحتوي على منتجاتِ الألبان[6] أو النظام الغذائي النباتي الصرف[7] مناسبًا للجينيين. ويمتنع معظم الجينيين أيضًا عن تناولِ الخضروات الجذرية من أجلِ منعِ إيذاء الحشرات والديدان والكائنات الحية الدقيقة عند اقتلاعها. ويشارك معظمهم أيضًا في شكل من أشكال الصيام.[5] كما أن بعضَ أشكال الديانة الجاينية تثبط أو تحظر تناول العسل والفطريات والمشروبات الكحولية والأطعمة المخمرة.
- النظام الغذائي الإسلامي : يتبع المسلمون نظامًا غذائيًا يتكون فقط من الطعام الحلال - المسموح به في الإسلام. عكس الحلال هو الحرام، وهو الطعام الذي لا يجوز إسلاميا. تشمل المواد المحرمة الكحول والحيوانات آكلة اللحوم ولحم الخنزير وأي لحم من حيوان لم يذبح بالطريقة الإسلامية للذبح ( الذبيحة ).[8]
- إيتال : مجموعة من المبادئ التي تؤثر على النظامِ الغذائي للعديد من أعضاء الحركة الراستافارية. أحد المبادئ هو أنه ينبغي استهلاك الأطعمة الطبيعية. يتم التركيز على استهلاكِ المنتجات الطازجة والعضوية والمزروعة بشكل مثالي في المنزل أو محليًا. هناك مبدأ آخر يتضمنُ تجنب أنواع الطعام "النجسة"؛ وهو التعريف الذي تأثر بالتعاليم الكتابية. من أجل الحفاظ على "طاقة الحياة"، يشجع الراستافاريون الامتناع عن تناول الكحوليات، ويفسر العديد من الراستافاريين كلمة I-tal على أنها تدعو إلى النباتية أو النباتية الصرفة أيضًا.[9] يرى العديد من المتابعين أن المأكولات البحرية إضافة مقبولة لنظام غذائي حلال، لكنهم يقيدون الأنواع التي يسمحون بها؛ وعادة ما يتم تجنب الأسماك التي يزيد طولها عن قدم واحدة، كما يتم تجنب جميع أنواع المحار لأنها ليست حيوانات كوشير - على عكس الأسماك ذات الزعانف والقشور.
- النظام الغذائي الكوشر : يُقال إن الطعامَ المسموحَ به بموجبِ الكشروت، مجموعة القوانين الغذائية اليهودية، هو كوشر. بعضُ الأطعمةِ ومجموعات الأطعمة غير حلال، وعدم تحضير الطعام وفقًا للشريعة اليهودية قد يجعلُ الأطعمة المسموح بها غير حلال.[10]
- النظام الغذائي السبتي : يجمعُ بينَ قواعدِ الطعام الكوشر في اليهودية مع حظرِ المشروبات الكحولية والمشروبات التي تحتوي على الكافيين (أحيانًا). يتم التركيز على استهلاكِ الأطعمةِ الكاملة. إن استهلاكَ اللحومِ غير مستحسن بشدة ولكن ليس بالضرورةِ محظورًا؛ فحوالي نصف السبتيين نباتيون يأكلون منتجات الألبان والبيض.[11] كما أن الأنظمة الغذائية النباتية والنباتية أكثر شعبية بين السبتيين مقارنة بعامة الناس[12] ولكن السبتيين الآخرين ما زالوا على استعداد لتناول اللحوم الكوشر.
- حمية كلمة الحكمة : اسم قسم من المبادئ والعقائد، وهو كتاب من الكتاب المقدس يقبله أعضاء كنيسة يسوع المسيح لقديسي الأيام الأخيرة. تتضمن النصائح الغذائية (1) النباتات الصحية "في موسمها"، (2) تناول اللحوم باعتدال وفقط "في أوقات الشتاء، أو البرد، أو المجاعة"، و(3) الحبوب باعتبارها "عنصر الحياة". على عكسِ الأوامر الصادرة ضد التبغ والكحول والقهوة والشاي، فإن الامتثال لتجنب اللحوم ظل دائمًا اختياريًا بين كنيسة يسوع المسيح لقديسي الأيام الأخيرة، وتم إسقاط التركيز على الامتناع عن اللحوم إلى حد كبير.[13] تنص إحدى منشورات الكنيسة الرسمية على أن "أساليب التبريد الحديثة تجعل من الممكن الآن حفظ اللحوم في أي موسم".[14]

## الأنظمة الغذائية النباتية
النظام الغذائي النباتي هو النظام الذي يستبعد اللحوم. يتجنب النباتيون أيضًا الأطعمة التي تحتوي على منتجات ثانوية من ذبح الحيوانات، مثل المنفحة المشتقة من الحيوانات والجيلاتين.
- النظام الغذائي الفاكهي : نظام غذائي يتكون في الغالب من الفاكهة النيئة.[15]
- النظام النباتي اللبني : نظام غذائي نباتي يشمل أنواعًا معينة من منتجاتِ الألبان، لكنهُ يستبعدُ البيضَ والأطعمةِ التي تحتوي على المنفحة الحيوانية.[16] وهو نظام غذائي شائع بين أتباعِ العديدِ من الديانات، بما في ذلكَ الهندوسية والسيخية والجاينية، يعتمد على مبدأ Ahimsa (عدم الإيذاء).[4]
- نباتية البيض : نظام غذائي نباتي يشمل البيض، لكنه يستبعد منتجات الألبان.
- النظام النباتي المعتمد على البيض ومنتجات الألبان : نظام غذائي نباتي يتضمن البيض ومنتجات الألبان.[16]
- النظام الغذائي النباتي أو الخُضري: بالإضافةِ إلى الامتناعِ عن تناول اللحوم، لا يستخدم الخضريون أي منتج من إنتاج الحيوانات، مثل البيض، أو منتجات الألبان، أو العسل. إن الفلسفة وأسلوب الحياة النباتي (الخضري) أوسع من مجرد النظام الغذائي، حيث يتضمنُ أيضًا الامتناع عن استخدامِ أي منتجات تم اختبارُها على الحيوانات، وغالبًا ما يتم القيام بحملات من أجل رعاية الحيوان وحقوقه.

### الأنظمة الغذائية شبه النباتية
- شبه نباتي : نظام غذائي نباتي في المقام الأول،ولكن يتم فيه استهلاك اللحوم أحيانًا. يتضمن ذلك الأنظمة الغذائية "المرنة" و "المقلصة " و "الديمسترالية"[17] وفي بعضِ الأحيان يتم تعريف الأنظمة الغذائية شبه النباتية والمرنة على أنها مختلفة عن بعضِها البعض، حيثُ يتمُ تعريف الأولى على أنها الامتناع عن اللحومِ الحمراء بينما تتضمن الأخيرة ببساطة تناول اللحوم بشكل غير متكرر.[18][19][20]
- النظام الغذائي النباتي (نباتيو الاسماك) : نظام غذائي يتضمن المأكولات البحرية، ولكن ليس الدواجن أو أي لحوم بيضاء أخرى أو لحوم الثدييات.
- نباتيو الدواجن ( البولوتاريا) : نظام غذائي يتضمن الدواجن، ولكن لا يتضمن أي لحوم بيضاء أخرى، أو مأكولات بحرية أو لحوم من الثدييات.
- كانجاتاريان : نظام غذائي نشأ في أستراليا. بالإضافة إلى الأطعمة المسموح بها في النظام الغذائي النباتي، يتم أيضًا استهلاك لحم الكنغر.[21] الاسم هو مصطلح أولي ربما بدأ كنكتة وليس مصطلحًا غذائيًا أو علامة تعريفية كان من المفترض أن تؤخذ على محمل الجد أو تستخدم دون سخرية.[22]
- النظام الغذائي الصحي الكوكبي : النماذج الغذائية التي لها الأهداف التالية: إطعام سكان العالم المتزايدين، والحد بشكل كبير من عدد الوفيات في جميع أنحاء العالم الناجمة عن سوء التغذية، وأن تكون مستدامة بيئيًا لمنع انهيار العالم الطبيعي.[23]
- النظام الغذائي النباتي : مصطلح واسع لوصفِ الأنظمةِ الغذائية التي لا تُشكل المنتجات الحيوانية نسبةً كبيرة من نظامها الغذائي. وفقًا لبعضٍ التعريفات، فإن النظام الغذائي القائم على النباتات هو نظام نباتي بالكامل؛ وفي تعريفات أخرى، من الممكن اتباع نظام غذائي قائم على النباتات مع تناول اللحوم من حين لآخر.[24]

## الأنظمة الغذائية المتبعة لأسباب طبية
في بعضِ الأحيان تتأثر الاختيارات الغذائية للأشخاصِ بعدم تحمل أو الحساسية تجاه أنواع معينة من الطعام. هناك أيضًا أنماط غذائية قد يوصي بها أو يصفها أو يديرها متخصصون طبيون للأشخاصِ الذين لديهم احتياجات طبية محددة.
- حمية DASH (النهج الغذائي لوقفِ ارتفاع ضغط الدم ): توصية بأن يستهلك الأشخاص الذين يعانون من ارتفاعِ ضغط الدم كميات كبيرة من الفواكه والخضروات والحبوب الكاملة ومنتجات الألبان قليلة الدسم كجزء من نظامهم الغذائي، وتجنب الأطعمة المحلاة بالسكرِ واللحوم الحمراء والدهون. تم الترويج لها من قبل وزارة الصحة والخدمات الإنسانية الأمريكية، وهي مُنظمة حكومية أمريكية.[25]
- النظام الغذائي لمرضى السكري : مُصطلح شامل للأنظمة الغذائية الموصى بها لمرضى السكري. هناك خلاف كبير في المجتمعِ العلمي حول نوع النظام الغذائي الأفضل لمرضى السكري.[26]
- النظام الغذائي الأولي : نظام غذائي طبي يعتمدُ على السوائل فقط، حيث يتمُ استهلاك العناصر الغذائية السائلة لسهولةِ تناولها.[27]
- النظام الغذائي الإقصائي : طريقة لتحديد الأطعمة التي تسبب آثارًا ضارة للإنسان، من خلال عملية الإقصاء.[28]
- النظام الغذائي الخالي من الجلوتين : هو النظامُ الغذائي الذي يتجنب بروتين الجلوتين، والذي يوجد في الشعير والقمح. إنه علاج طبي للاضطرابات المرتبطة بالجلوتين، والتي تشمل مرض الاضطرابات الهضمية، وحساسية الجلوتين غير المرتبطة بالجلوتين، وخلل الغلوتين، والتهاب الجلد الحلئي، وحساسية القمح.[29][30][31][32]
- نظام غذائي خالٍ من الغلوتين والكازين : نِظام غذائي خالٍ من الغلوتين ويتجنب أيضًا الكازين، وهو بروتين يوجد عادة في الحليب والجبن. وقد تم إجراء أبحاث على هذا النظام الغذائي لمعرفة مدى فعاليته في علاجِ اضطراب طيف التوحد.[33]
- نظام غذائي صحي للكلى: هذا النظام الغذائي مخصص للمصابين بأمراض الكلى المزمنة، وأولئك الذين لديهم كلية واحدة فقط، وأولئك الذين يعانون من عدوى في الكلى وأولئك الذين قد يعانون من نوع آخر من فشلِ الكلى.[34] هذا النظام الغذائي ليس نظامًا غذائيًا لغسيل الكلى،[35] والذي يختلف تمامًا عن هذا النظام. يحد النظام الغذائي الصحي للكلى مِن تناولِ كميات كبيرة من البروتينات، والتي يصعب على الكلى هضمها، ولكنه يحد بشكل خاص من الأطعمة والمشروبات الغنية بالبوتاسيوم والفوسفور. غالبًا ما يكون تناول السوائل محدودًا أيضًا.[34][36]
- النظام الغذائي الكيتوني : نظام غذائي عالي الدهون ومنخفض الكربوهيدرات، حيث يتم تحويل الدهون الغذائية والدهون في الجسم إلى طاقة. يتِمُ استخدامهُ كعلاج طبي للصرع المقاوم.[37]
- النظام الغذائي السائل : هو النظام الغذائي الذي يتمُ فيه استهلاكُ السوائلِ فقط. قد يتم إعطاؤه من قبلِ الأطباء لأسباب طبية، مثل بعد جراحة تحويل مسار المعدة[38] أو لمنع الموت بسبب الجوع بسبب الإضراب عن الطعام.[39]
- النظام الغذائي منخفض الفودماب : هو نظام غذائي يتكون من التقييد الشامل لجميع الكربوهيدرات القابلة للتخمير (الفودماب).
- soft diet وهو نظام نظام يركز على الأطعمة ذات القوام اللين قليل الألياف و سهل الهضم.
- النظام الغذائي المحدد للكربوهيدرات : نظام غذائي يهدف إلى تقييد تناول الكربوهيدرات المعقدة مثل تلك الموجودة في الحبوب والسكريات المعقدة.[40]

## حميات آخرى
- النظام الغذائي القلوي : تجنب الأطعمة الحمضية نسبيًا - الأطعمة ذات مستويات الرقم الهيدروجيني المنخفضة - مثل الكحول والكافيين ومنتجات الألبان والفطريات والحبوب واللحوم والسكر. يعتقد المؤيدون أن مثل هذا النظام الغذائي قد يكون له فوائد صحية؛[41] ويعتبر المنتقدون أن الحجج ليس لها أساس علمي.[42]
- أكل نظيف  [لغات أخرى]‏
- النظام الغذائي المناخي : نظام غذائي يُركزُ على تقليلِ البصمة الكربونية للطعامِ المُستهلك، وخاصًة مِن خلالِ استهلاكِ الأغذية ذات المصدر المحلي وتجنب لحوم البقر والضأن.[43] ويعتبر مؤيدوه مؤيدون أقوياء للأطعمة العضوية المعتمدة مقابل الأطعمة المزروعة بكثافة.[44]
- النظام الغذائي الصحي أو نظام الأكل النظيف : يُركز على تناولِ الأطعمةِ الخالية من الموادِ الحافظة، وخلطِ البروتينات الخالية من الدهونِ مع الكربوهيدرات المعقدة.
- نظام علاج جيرسون : هو أحدُ أشكالِ الطب البديل، ويعتمدُ على النظامِ الغذائي المنخفض الملح والدهون والنباتي، ويتضمن أيضًا تناول مكملات غذائية محددة. تم تطويرُه من قبل ماكس جيرسون، الذي ادعى أن نظامه هذا يمكن أن يُعالج السرطان والأمراض المزمنة والتنكسية. لم يتم إثبات هذه الادعاءات علميًا، كما ان نظامه هذا يمكن أن يتسبب في أمراض خطيرة و مميتة.[45]
- حمية جراهام : نظام غذائي نباتي غني بالألياف والذي يعزز تناول دقيق القمح الكامل ويثبط استهلاك المنبهات مثل الكحول والكافيين. تم الترويج له من قبل سيلفستر جراهام ابتداءً من عام 1830.[46]
- نظام هاي الغذائي : نظام غذائي يعتمد على مزيج من الأطعمة، طوره ويليام هوارد هاي في عشرينيات القرن العشرين. يقسم الأطعمة إلى مجموعات منفصلة، ويقترح عدم تناول البروتينات والكربوهيدرات في نفس الوجبة.[47]
- النظام الغذائي الغني بالبروتين : هو النظام الغذائي الذي يتم فيه استهلاك كميات كبيرة من البروتين بهدف بناء العضلات. لا ينبغي الخلط بينه وبين الأنظمة الغذائية منخفضة الكربوهيدرات، والتي يكون الهدف فيها هو إنقاص الوزن عن طريق تقييد الكربوهيدرات.
- نظام غذائي عالي البقايا : نظام غذائي يتم فيه استهلاكُ كميات كبيرة من الألياف الغذائية. تشملُ الأطعمة الغنية بالأليافِ بعض الفواكهِ والخضروات والمكسرات والحبوب.[48]

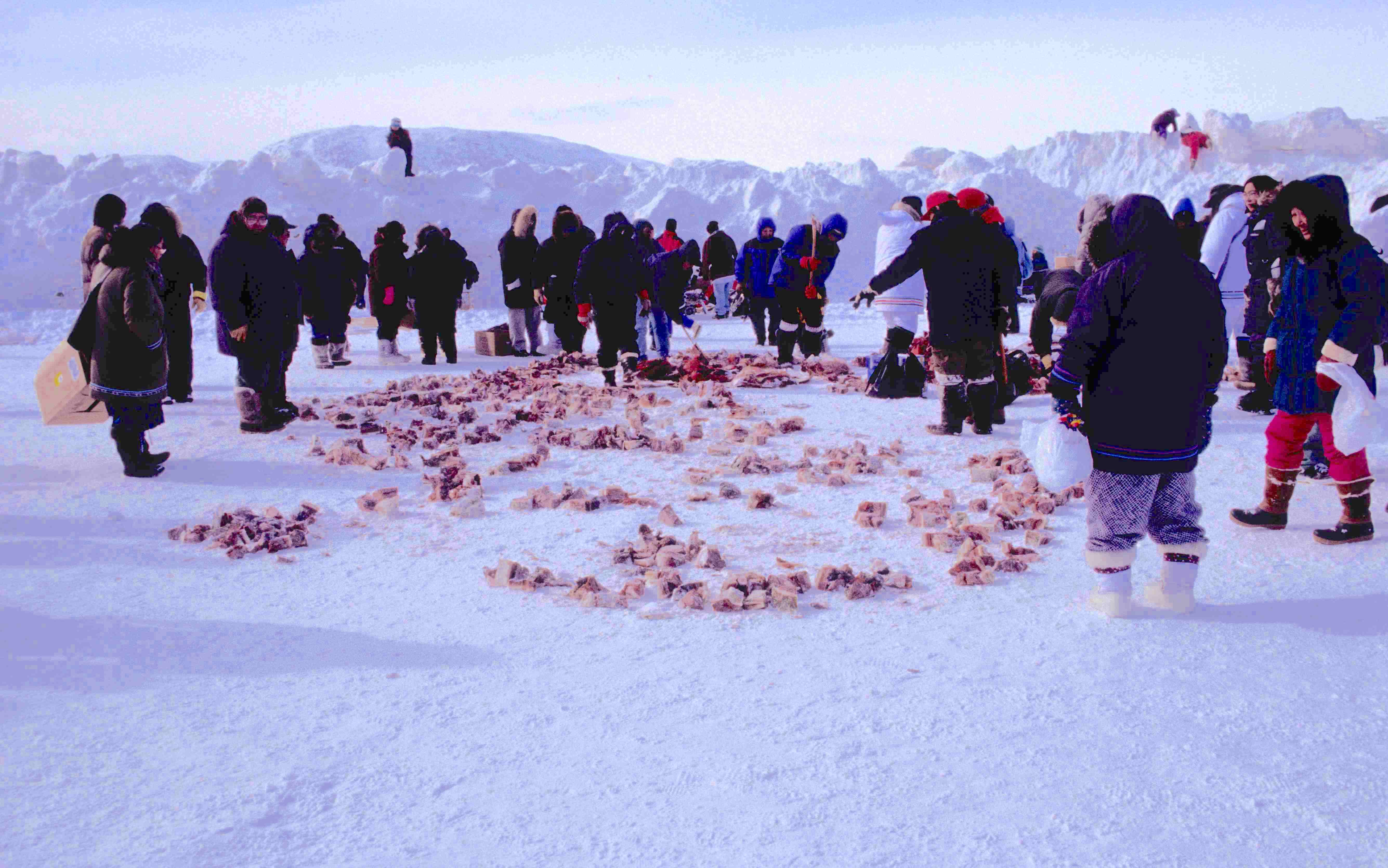
تقاسم لحوم الفظ المجمدة القديمة بين عائلات الإنويت

- النظام الغذائي للإنويت : يستهلِكُ الإنويت تقليديًا الطعام الذي يتم صيده أو اصطياده أو جمعه محليًا، وخاصة اللحوم والأسماك.[49] تم الترويج لهذا باعتبارهِ نظامًا غذائيًا عصريًا في عام 1928.[50]
- نظام جيني كريج : برنامج إنقاص الوزن من شركةِ جيني كريج، ويتضمن استشارات الوزن بالإضافة إلى عناصر أخرى. يتضمن الجانب الغذائي استهلاك الأطعمة المعبأة مسبقًا والتي تنتجها الشركة.[51]
- النظام الغذائي المحلي : مصطلح جديد يصف تناول الطعام المنتج محليًا، والذي لا يتم نقله لمسافات طويلة إلى السوق. تم استكشاف مثال على ذلك في كتاب 100-Mile Diet، حيث استهلك المؤلفون فقط الطعام المزروع على بعد 100 ميل من مكان إقامتهم لمدة عام.[52] يُطلق على الأشخاص الذين يتبعون هذا النوع من النظام الغذائي أحيانًا اسم " locavores".
- نظام غذائي منخفض الكربون : استهلاك الغذاء الذي تم إنتاجه وإعداده ونقله بأقل قدر من انبعاثات الغازات المسببة للاحتباس الحراري.
- نظام غذائي قليل الدهون
- نظام غذائي منخفض المؤشر الجلوكوزي
- نظام غذائي منخفض البروتين
- نظام غذائي منخفض الصوديوم
- نظام غذائي منخفض الكبريت  [لغات أخرى]‏
- النظام الماكروبيوتيك : هو نظام غذائي يتمُ فيهِ تجنبُ الأطعمةِ المصنعة. تشمل المكونات الشائعة لهذا النظام الحبوب والفاصوليا والخضروات.[53]
- حمية البحر الابيض المتوسط : نظام غذائي يعتمد على عاداتِ بعض بلدان جنوب أوروبا. ومن بينِ السمات الأكثر تميزًا هو استخدام زيت الزيتون كمصدر أساسي للدهون.[54]
- نظام MIND الغذائي : يجمع بين أجزاء من نظام DASH الغذائي والنظام الغذائي المتوسطي. يهدف هذا النظام الغذائي إلى تقليل التدهور العصبي مثل مرض الزهايمر.[55]
- حمية مونتينياك : حمية غذائية لفقدان الوزن تتميز بتناول الكربوهيدرات ذات المؤشر الجلوكوزي المنخفض.[56]
- حمية الفطر نظام غذائي يعتمد بشكل أساسي على الفطر.
- النظام الغذائي السلبي للسعرات الحرارية : ادعاء العديد من متبعي أنظمة إنقاص الوزن أن بعض الأطعمة تتطلب سعرات حرارية أكثر للهضم مما توفره، مثل الكرفس. وإن أساس هذا الادعاء محل نزاع.[57]
- حمية أوكيناوا : نظام غذائي منخفض السعرات الحرارية يعتمد على عادات الأكل التقليدية لسكان جزر ريوكيو.
- النظام الغذائي آكل اللحوم والنباتات أو نظام القارتات : يستهلك آكل اللحوم والنباتات مجموعة متنوعة من الأطعمة النباتية والحيوانية.[58]
- النظام الغذائي العضوي : نظام غذائي يتكون فقط من طعام عضوي - لم يتم إنتاجه باستخدام المدخلات الحديثة مثل الأسمدة الاصطناعية، أو التعديل الوراثي، أو الإشعاع، أو المضادات الحيوية، أو هرمونات النمو، أو الإضافات الغذائية الاصطناعية.[59]
- رغيف السجن : وجبة بديلة يتم تقديمها في بعض سجون الولايات المتحدة للسجناء الذين لا يثقون في استخدام أدوات المائدة. يختلف تركيبها بين المؤسسات والدول، ولكن باعتبارها بديلاً للطعام القياسي، فهي تهدف إلى توفير جميع احتياجات السجناء الغذائية.
- حمية الطعام النيء : نظام غذائي يركز على استهلاك الأطعمة غير المطبوخة وغير المعالجة. غالبًا ما يرتبط هذا النظام الغذائي بالنظام الغذائي النباتي،[60] على الرغمِ مِن أن بعضَ مُتبعي نظام الطعام النيء يستهلكون اللحوم النيئة.[61] لقد كانت موضة رائجة في عامِ 2000م.[50]
- حمية شانغريلا
- حمية التخسيس العالمية  [لغات أخرى]‏
- حمية الكربوهيدرات البطيئة
- حياة ذكية
- حمية سونوما : نظام غذائي يعتمد على التحكم في الحصص ويركز على تناول "الأطعمة الغنية بالطاقة"
- حمية سبارك بيبول  [لغات أخرى]‏
- كاسرو السكر!:نظام غذائي تم وضعه عام 1995م يُركز على تقييدِ استهلاك الكربوهيدرات المكررة، وخاصة السكريات.[62][46]
- النمط الغذائي الغربي (WPD): النظام الغذائي "الافتراضي" في العديدِ من البلدان المتقدمة، وخاصةً البلدان الناطقة باللغة الإنجليزية. الاسم مأخوذ من " العالم الغربي " ويتم تبادلهُ مع "النظام الغذائي الأمريكي القياسي" و"النظام الغذائي الذي يحتوي على اللحوم و السكريات " بسببِ الكمية الكبيرة من اللحومِ (إجمالي) واللحوم الحمراء (خاصة) ومنتجات الألبان والحلويات والحبوب المكررة.[63] و تعتبر تناول كميات أقل من الحبوب الكاملة والبقوليات والمكسرات والمنتجات والمأكولات البحرية أمرًا طبيعيًا.[64][65] تتميز أنظمة WPD عن الأنظمةِ الغذائية غيرُ المتوازنة الأخرى من خلالِ تضمين كميات كبيرة مِن " الوجبات السريعة " والأطعمة الأخرى فائقة المعالجة والتي تُوفر عمومًا سعرات حرارية فارغة كبيرة، والكربوهيدرات، والدهون المشبعة، والدهون الصناعية المتحولة، والسكر المضاف / السكريات الحرة، والملح المضاف، والنكهات الاصطناعية / المحليات ومكونات المعالجة الأخرى. تشمل الأمثلة النموذجية: حبوب الإفطار الجاهزة، والخبز الأبيض، والوجبات السريعة، ووجبات الطعام الجاهزة الأخرى، وأطباق اللحوم المقددة، واللحوم المدخنة /المقلية، والأطعمة المقلية، والبطاطس المقلية، والأطعمة المقلية بشكل عميق /سطحي، والأطعمة الأخرى المقلية بشكل مكثف في الدهون المذابة / الزيت المكرر، والأطعمة الاختيارية السكرية/الدهنية (مثل الصلصة والحلوى)، والكولا والمشروبات الغازية المحلاة الأخرى.[66][67]